# Judith Uwizeye
Judith Uwizeye là một luật sư, học giả và chính trị gia người Rwanda, người từng giữ chức Bộ trưởng Nội các trong Văn phòng của Tổng thống, kể từ ngày 31 tháng 8 năm 2017. Từ tháng 7 năm 2014 đến tháng 8 năm 2017, cô là bộ trưởng nội các của dịch vụ công cộng và lao động trong Nội các Rwanda.

## Lý lịch
Cô sinh ra ở Rwanda, vào ngày 20 tháng 8 năm 1979. Cô lấy bằng Cử nhân Luật tại Đại học Quốc gia Rwanda năm 2006. Sau đó, cô tiếp tục đến Đại học Groningen ở Hà Lan nơi cô tốt nghiệp bằng Thạc sĩ Luật Kinh tế và Kinh doanh Quốc tế.

## Sự nghiệp
Năm 2006, Uwizeye bắt đầu giảng dạy tại khoa luật tại Đại học Quốc gia Rwanda, ở Huye. Kể từ đó, tổ chức này đã sáp nhập với các tổ chức học tập công cộng cao hơn khác để trở thành Đại học Rwanda. Vào thời điểm bổ nhiệm bộ trưởng vào năm 2014, cô đã thăng cấp Phó giáo sư (????), về kinh tế quốc tế và luật kinh doanh.

## Cá nhân
Judith Uwizeye kết hôn với Manase Ntihinyurwa, một nhân viên hải quan của Cơ quan doanh thu Rwanda, và cùng là cha mẹ của hai đứa trẻ.